# Emily in Wonderland
Emily in Wonderland es el 19º episodio de la serie de televisión norteamericana Gilmore Girls.

## Resumen del episodio
Emily cuenta en la cena del viernes que está buscando desde hace tiempo atrás una buena tienda de antigüedades, así que Rory le ofrece para que vaya a Stars Hollow y vea la tienda de la Sra. Kim. Emily tiene un agradable paseo con su nieta y conoce a Michel, Lane y la Sra. Kim, pero al ir a la posada y ver el pequeño cuarto donde vivían Lorelai y Rory antes de tener su casa, se entristece mucho. Roon, el primo de Jackson, se ha quedado sin trabajo, y Sookie convence a Lorelai para que le dé un empleo en la posada, a cambio de comida y casa únicamente. Emily le da como un regalo a Rory una habitación completamente decorada, como un consuelo por haber tenido que pasar sus primeros años de vida en un pequeño cuarto, algo que generará un nuevo enfrentamiento entre madre e hija. Rachel descubre un hotel abandonado desde hace muchos años, el Dragonfly, que les gusta mucho a Lorelai y a Sookie, y decide ir con Lorelai para visitarlo y fotografiarlo; ahí ella le comenta que ha regresado con Luke, pero quizás para quedarse por mucho más tiempo. Sin embargo, a Luke no le gusta mucho la idea de que Lorelai y Rachel sean amigas.

## Curiosidades
- En este episodio se menciona que no hay foto alguna de Lorelai cuando era niña, algo que es falso, pues había una en el álbum de fotos que Rory encontró en Love and war and snow.

- Datos: Q11681455